# José de Ribas
Pour les articles homonymes, voir Ribas.
José de Ribas, ou José Pascual Domingo de Ribas y Boyons, en catalan Josep de Ribas i Boyons, également connu en Russie sous le nom de Ossip (Iossif) Mikhaïlovitch Deribas (Осип (Иосиф) Михайлович Дерибас), ou Deribier à la française, né à Naples le 6 juin 1749 et mort à Saint-Pétersbourg le 14 décembre 1800, est un amiral sujet de l'Empire russe, d'origine espagnole et membre du collégium de l'Amirauté de 1797 à 1800. 
José de Ribas épousa Anastasia Ivanovna Sokolova.
Une fille naquit de cette union :
- Sofia Iossifovna Ribas qui épousa le prince Mikhaïl Dolgorouki.

## Biographie
Fils de Miguel de Ribas y Boyons, consul d'Espagne en Italie, de 1765 à 1769, José de Ribas servit dans l'armée napolitaine. En 1772, le comte Orlov lui suggéra de se mettre au service de la Russie impériale.
Il entra au service de la Russie en 1772 et participa aux guerres russo-turques de 1768-1774 et 1787-1792. En 1789, il prit la forteresse turque Haji Bay (future Odessa). Mais son acte de guerre le plus célèbre fut l'assaut donné à la ville d'Izmaïl en 1790. Cette défaite se révéla catastrophique pour l'Empire ottoman. En 1791, il fut promu contre-amiral et commandant de la Flotte de la mer Noire. En 1795, il fut élevé au grade de vice-amiral et en 1796 amiral. En 1793, en collaboration avec l'ingénieur militaire néerlandais François Sainte de Wollant (1752-1818), il participa à l'élaboration du projet de construction de Haji-Bay (future Odessa). Entre 1794 et 1797, il prit part à la construction de la ville d'Odessa. En tant que beau-fils du réformateur Ivan Ivanovitch Betskoï (1704-1795) et secrétaire du prince Potemkine, il devint un des premiers administrateurs de la Nouvelle Russie. 

### Décès et inhumation

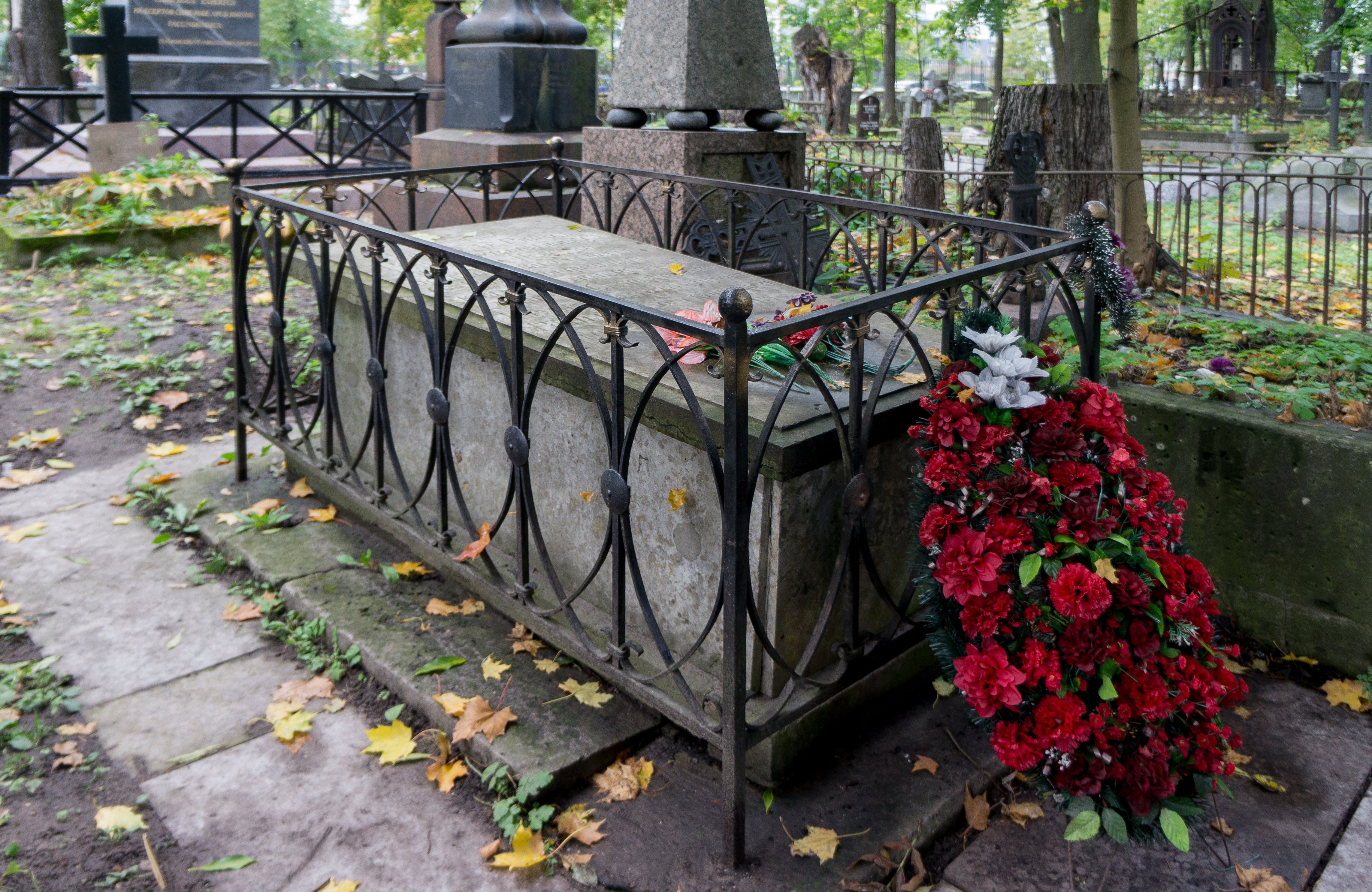
Tombe de Ribas au cimetière allemand de Saint-Pétersbourg

José de Ribas fut impliqué dans le complot pour assassiner l'empereur Paul, mais mourut plusieurs mois avant l'assassinat. De nombreuses sources suggèrent qu'il fut empoisonné par l'un des conspirateurs, le comte von Pahlen, afin de l'empêcher de révéler l'intrigue qui se tramait contre le tsar sous l'emprise de la fièvre. Il fut inhumé au cimetière des Allemands à Saint-Pétersbourg. En 2005 et 2006, la ville d'Odessa négocia avec Saint-Pétersbourg afin de transférer la dépouille de José de Ribas à Odessa, mais la Russie refusa son consentement.[réf. souhaitée]

## Lieux portant son nom
La principale, et la plus célèbre, rue d'Odessa, la Deribassovskaïa, fut nommée en son honneur.

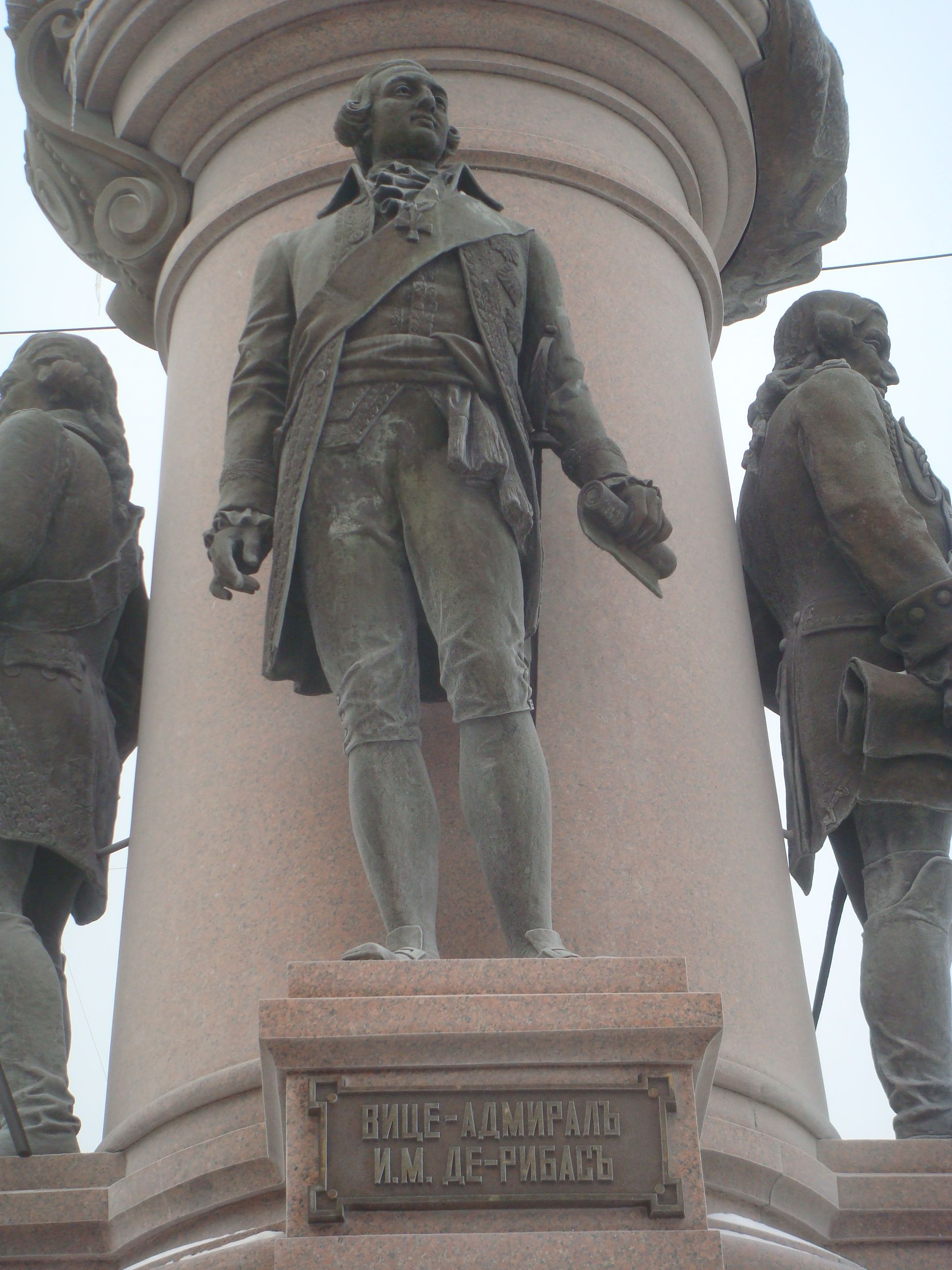
Détail du monument : le vice-amiral de Ribas.